# 奇利亞縣
奇利亞縣（西班牙語：Cantón Chilla），是厄瓜多爾的縣份，位於該國南部，由埃爾奧羅省負責管轄，面積328平方公里，主要經濟活動有農業和畜牧業，2001年人口2,665，人口密度每平方公里8.13人。